# Passiflora indecora
Passiflora indecora Kunth – gatunek rośliny z rodziny męczennicowatych (Passifloraceae Juss. ex Kunth in Humb.). Występuje endemicznie w południowo-wschodnim Ekwadorze.

## Rozmieszczenie geograficzne
Rośnie endemicznie w południowo-wschodnim Ekwadorze w prowincjach Loja oraz El Oro. Prawdopodobnie występuje też w północnym Peru.

## Morfologia
PokrójPnącze.
KwiatyMają do cm średnicy.

## Biologia i ekologia
Występuje zarówno w niższym jak i wyższym lesie andyjskim na wysokości 1200–3020 m n.p.m. Gatunek rozwija się w małych lasach i zaroślach.

## Zastosowanie
Ma zastosowanie komercyjne jako roślina ozdobna.

## Uprawa
Należy roślinę przezimować w temperaturze 5-10°C. Powinno się nawozić co tydzień w okresie od kwietnia do połowy września.

## Ochrona
W Czerwonej księdze gatunków zagrożonych został zaliczony do kategorii LC – gatunków najmniejszej troski. Nie są znane szczególne zagrożenia dla występowania tego gatunku.